# N1 (Guinea)
Die N1 ist eine Fernstraße in Guinea, die am Hafen in Conakry beginnt und in Nzérékoré, in der Nähe zu der Grenze nach Liberia endet. In Faranah kreuzt sie mit der N29. Sie ist 1729 Kilometer lang.